# گمینا رپین
گمینا رپین (به لهستانی:  Gmina Rypin) یک گمینا در لهستان است که در شهرستان رپین واقع شده‌است. گمینا رپین ۱۳۱٫۹۴ کیلومتر مربع مساحت و ۷٬۴۲۳ نفر جمعیت دارد.